# جون إتش هابارد
جون إتش هابارد (بالإنجليزية: John H. Hubbard)‏ هو أستاذ جامعي ورياضياتي أمريكي، ولد في 6 أكتوبر 1945.